# Mikołaj Bieganowski
Mikołaj Bieganowski herbu Grzymała (ur. 1601, zm. 3 maja 1674) – kasztelan kamieniecki w 1660 roku, kasztelan podlaski w latach 1658–1660, chorąży lwowski w latach 1644–1658, podstoli lwowski w latach 1643–1644, starosta mostowski i janowski w 1646 roku, oboźny wojska kwarcianego na Ukrainie w latach 1638–1645, wielokrotny poseł do Turcji i Tatarów, ambasador Rzeczypospolitej w Imperium Osmańskim w 1654 roku, przedstawiciel dyplomatyczny Rzeczypospolitej w Imperium Osmańskim w 1647 roku. 

## Życiorys
Zyskał sławę jako żołnierz walczący nieprzerwanie, dopóki pozwalało mu na to zdrowie. Brał udział w walkach ze Szwecją w latach 1625–1629, a także z Kozakami i Tatarami. Uczestniczył w bitwie pod Korsuniem w 1648 roku, w której Polska poniosła klęskę. Bieganowski trafił wtedy do niewoli.
Poseł na sejm 1646 roku.
Po wydostaniu się z niewoli brał udział w kolejnych bitwach: pod Beresteczkiem (1651) i pod Batohem (1652), w których się odznaczył. Niedługo potem musiał zakończyć karierę wojskową. Poseł sejmiku wiszeńskiego nas sejm 1652 (I) i 1655 roku.
Był cenionym dyplomatą, posłem do Stambułu. Dzięki jego działaniom na tym polu Polacy otrzymali w 1654 roku pomoc od sułtana w charakterze wojsk tatarskich, które wspierały Polskę w walkach z Kozakami i Rosją.
W imieniu województw wschodnich podpisał akt poddania się Szwecji (1655). Był członkiem konfederacji tyszowieckiej 1655 roku. W 1667 roku był członkiem Trybunału Skarbowego Koronnego.
Do jego zasług należy także odbudowa klasztoru reformatów we Lwowie, którą sfinansował. Pokrył też koszty budowy nowych budynków sakralnych tego zakonu w dwóch miastach – Lublinie i Kazimierzu Dolnym.

## Literatura dodatkowa
- Adam Boniecki: Herbarz polski: wiadomości historyczno-genealogiczne o rodach szlacheckich. Cz. 1. T. 1.  Warszawa : Warszawskie Towarzystwo Akcyjne S. Orgelbranda S[yn]ów), 1899, s. 203.
- Eugeniusz Latacz: Bieganowski Mikołaj. W: Polski Słownik Biograficzny. T. 2: Beyzym Jan – Brownsford Marja. Kraków: Polska Akademia Umiejętności – Skład Główny w Księgarniach Gebethnera i Wolffa, 1936, s. 26–27. Reprint: Zakład Narodowy im. Ossolińskich, Kraków 1989, ISBN 83-04-03291-0.